# Quily
Quily (tiếng Breton: Killi) là một xã ở tỉnh Morbihan trong vùng Bretagne tây bắc Pháp. Xã này có diện tích 5,93 km², dân số năm 1999 là 239 người. Khu vực này có độ cao từ 19-133 mét trên mực nước biển.
Cư dân của Quily danh xưng trong tiếng Pháp là Quilyens.